# Charles Robert
Pour les articles homonymes, voir Charles Robert (chanoine) et Robert.
Charles Robert, né le 26 mars 1877 à Bordeaux, est un athlète et un joueur de rugby à XV français.

## Biographie
Il fut Champion de France d'athlétisme sur 100 mètres en 1898 avec le Stade Bordeaux UC (en 11 s 2), Champion de France de rugby à XV en 1899 avec le S.B.U.C. (au poste d'arrière), et Champion de France de marathon en 1921 avec le FC Lyon (à Colombes, en 3 h 00 min 48 s à 44 ans).
Son frère aîné Jean était, quant à lui, un spécialiste du saut en hauteur (1,66 m), licencié au Stade Bordeaux UC entre 1894 et 1896.

## Liens externes

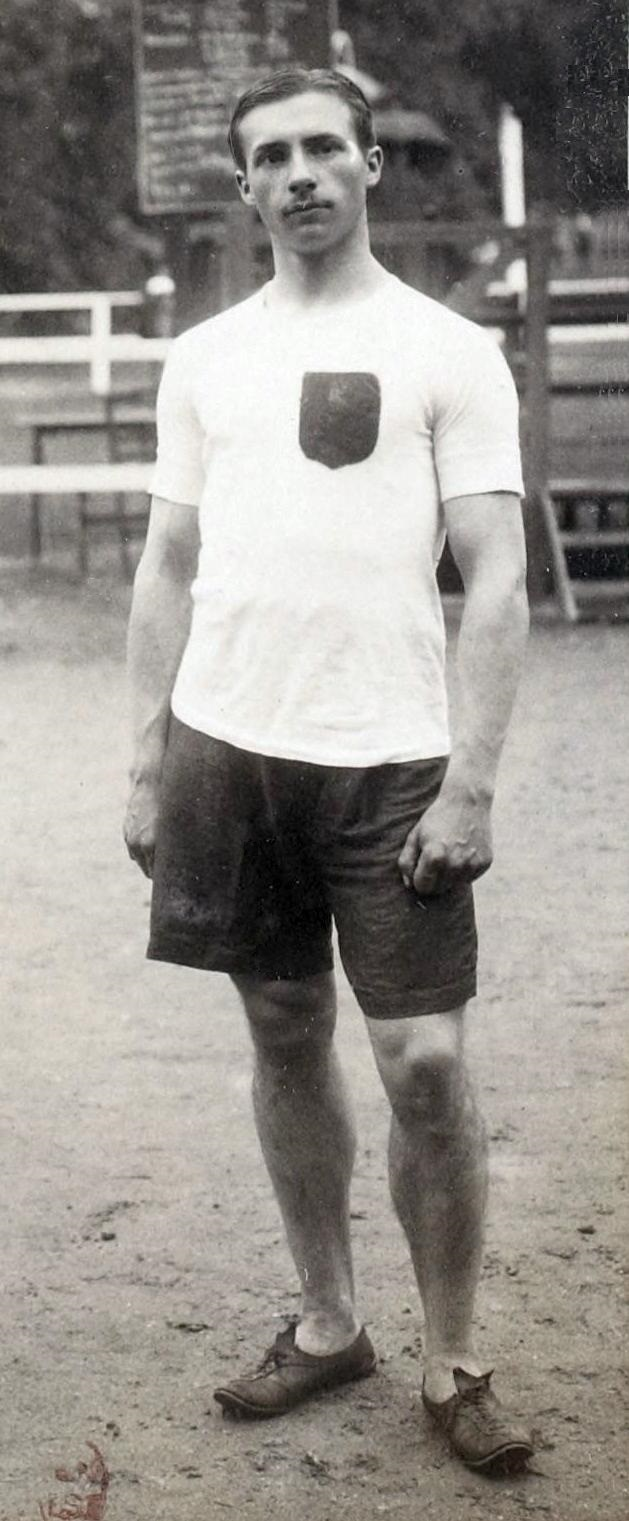
Charles Robert, champion de France du 100 mètres en 1898.